# Buch-Institut
Das Buch-Institut (poln. Instytut Książki) ist eine polnische staatliche Kultur-Einrichtung zur Förderung des polnischen Buches.
Das polnische Buch-Institut wurde am 11. Januar 2004 in Krakau in der Szczepański-Straße auf Initiative des damaligen Kulturministers Waldemar Dąbrowski eingerichtet. Sein Ziel ist es, polnische Literatur in der Welt zu fördern.

## Geschichte
Seine Vorläufer waren nach dem Zweiten Weltkrieg 1946–1949 ein gleichnamiges Institut in Łódź und anschließend ab 1954 das an der Warschauer Nationalbibliothek angeschlossene und bis heute bestehende „Institut für Bücher und Lesen“ (Instytut Książki i Czytelnictwa, IKiCz).

## Tätigkeit

### Tätigkeit in Polen
In Polen unterstützt das Buch-Institut das polnische Buch auf dem Weg von den Autoren und Verlagen über Buchmessen bis zum einzelnen Leser und zur Arbeit der Bibliotheken. Wichtige Arbeitsfelder seit der Gründung waren unter anderen auch Fragen des Buchpreises und die Neuorganisation der Bibliotheken als Kulturzentren. Angeregt hat das Buch-Institut zur Gründung von über 1300 Leseclubs. Für die polnischen Leser liefert das Buch-Institut täglich neue Buch-Nachrichten und hat damit eine vergleichbare Funktion des deutschen Börsenblatt. Das Buch-Institut ist Partner der beiden nationalen Buchmessen in Krakau und Warschau.

### Tätigkeit im Ausland
Vor allem aber fördert es im Ausland die polnische Literatur durch Ausstellungs-Stände und Veranstaltungen. Es ist regelmäßiger Teilnehmer auf der Frankfurter Buchmesse, dem Kiewer Buch-Arsenal, dem Lemberger Buchforum, auf Buchmessen in Paris, Moskau, Peking, Delhi usw. Bei diesen Gelegenheiten präsentiert es fortlaufend die gegenwärtige polnische Literaturlandschaft durch zweisprachige Almanache „New books from Poland“, „Neue Bücher aus Polen“ usw., die auch auf der Webseite als Dokumente abliegen. Teil seiner Auslands-Arbeit ist auch die Förderung von Übersetzungen. In diesem Zusammenhang hat es auch Bibliographien bisher übersetzter polnischer Bücher veröffentlicht. Seit seinem Bestehen wurden mit Hilfe des Polen Übersetzungs-Programm über 1800 polnische Bücher gefördert und übersetzt. Eingebunden ist das Buch-Institut in den größeren Rahmen der Arbeit des Polnischen Instituts, das die Kultur Polens in der Welt präsentiert.

### Vorbildfunktion
Erster durch vielfältigen Impulse einflussreicher Direktor des Buch-Instituts war Grzegorz Gauden. Seit dem 4. April 2016 ist Dariusz Jaworski neuer Direktor. Das Buch-Institut hat auf den Aufbau weiterer Buch-Institute im postsowjetischen Osteuropa als Vorbild gewirkt und ist insbesondere Pate des 2016 geschaffenen Buch-Instituts der Ukraine.

### Herausgebertätigkeit und Übersetzerpreis „Transatlantyk“
Das Buch-Institut gibt anlässlich von Buchmessen im Ausland zweisprachige Anthologien von Auswahlübersetzungen neuer polnischer Autoren heraus und veröffentlicht umfangreiche Studien über den polnischen Buchmarkt. Stellvertretend für das Polnische Institut verweist es ebenso auf seiner Seite auf die wichtigsten polnischen Kultur-Zeitschriften mit Inhaltsübersichten, für die Buchwelt auf „Nowe Książki“ und „akcent“. Es vergibt seit 2005 den mit 10.000 Euro dotierten Preis „Transatlantyk“. 2007 erhielt ihn der deutsche Polonist Albrecht Lempp.